# Tigerschwanz-Fichte
Die Tigerschwanz-Fichte (Picea torano) ist eine Pflanzenart aus der Gattung Fichten (Picea) in der Familie der Kieferngewächse (Pinaceae). Sie ist in Japan heimisch.

## Beschreibung

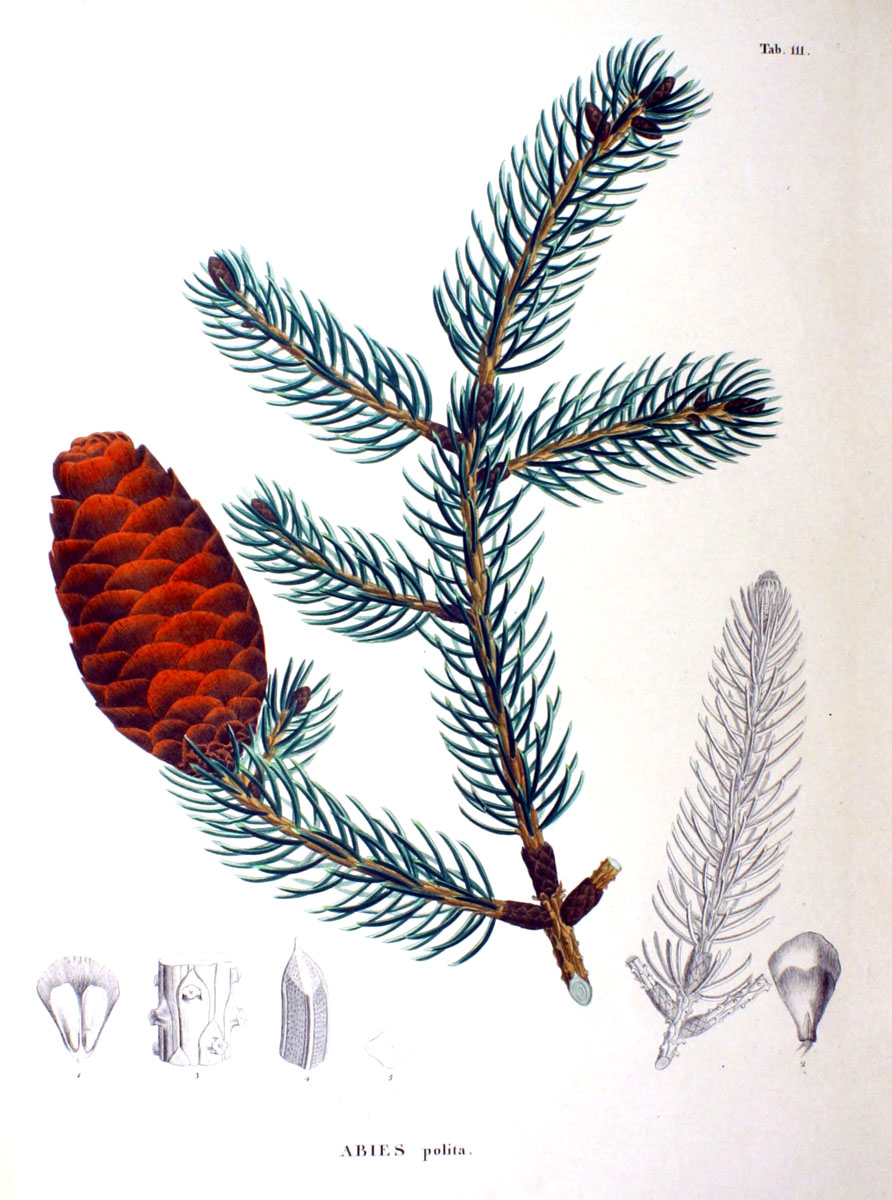
Illustration

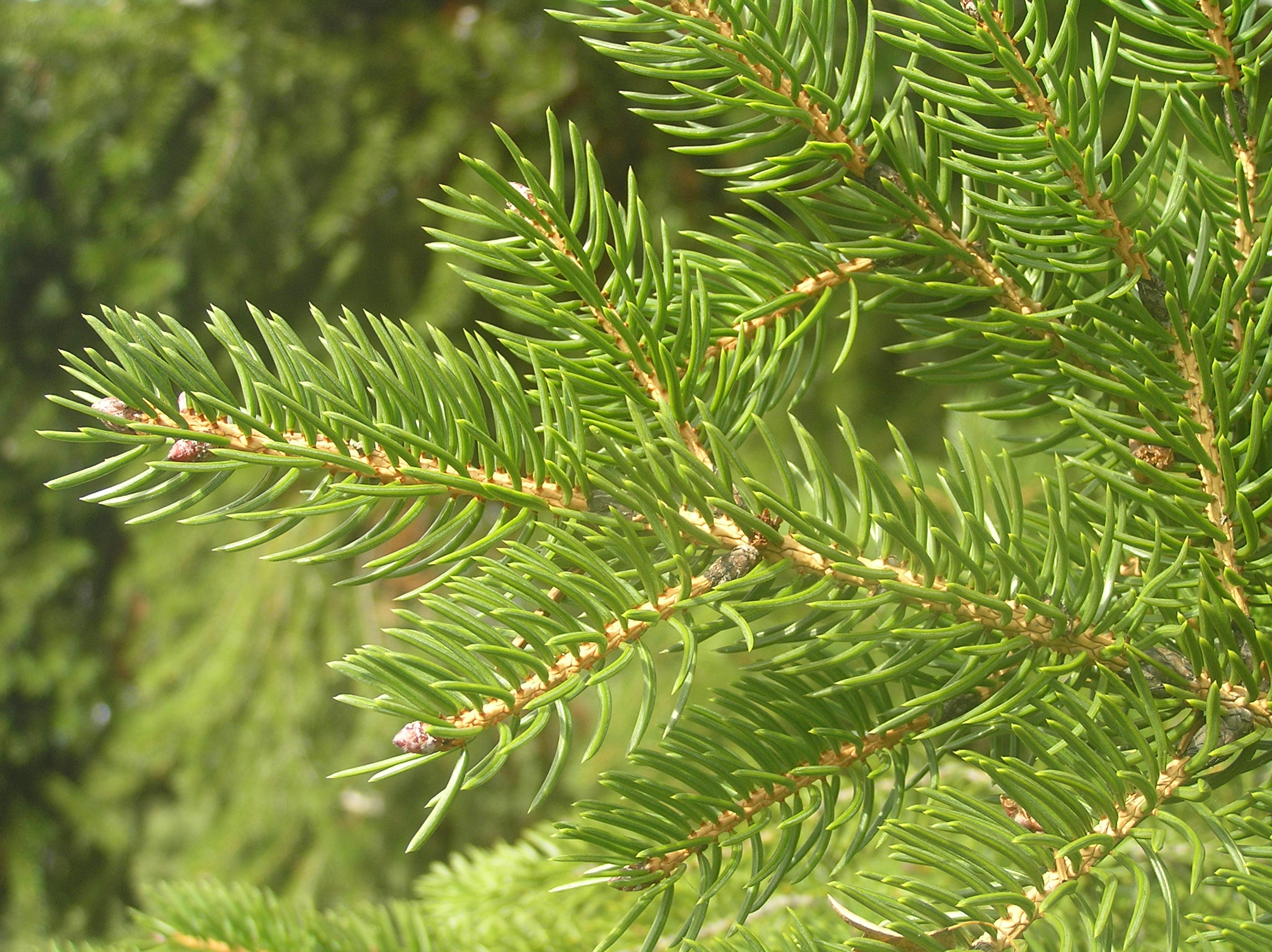
Zweig mit Nadeln

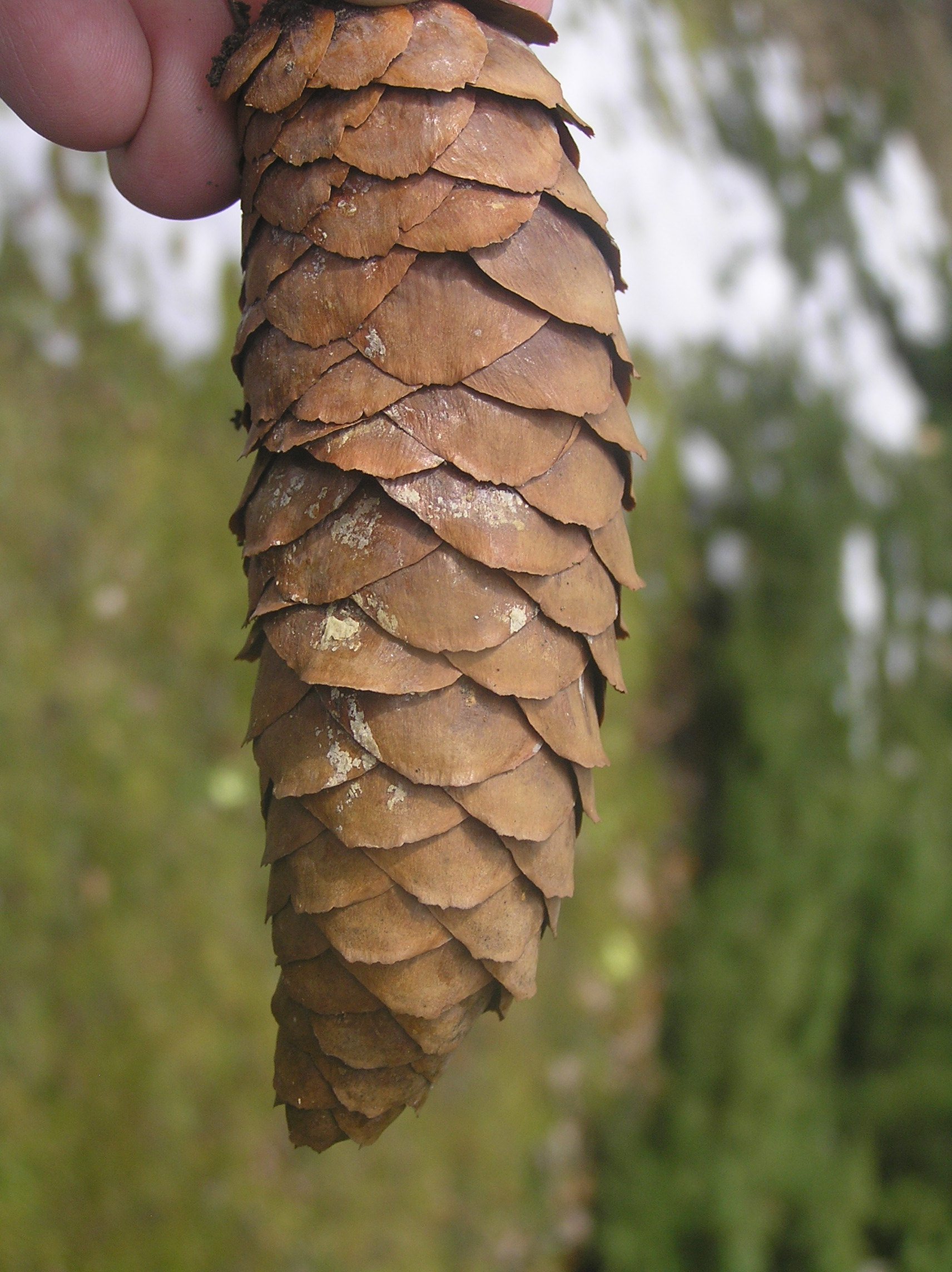
Reifer Zapfen

### Vegetative Merkmale
Die Tigerschwanz-Fichte ist ein immergrüner Baum, der eine Wuchshöhe von bis zu 40 Metern erreichen kann; der Brusthöhendurchmesser (BHD) kann dann bis zu 1,5 Metern betragen. Die Borke ist in der Jugend glatt; später wird sie rau, rissig, in Schuppen abblätternd mit grau-brauner Färbung. Der Habitus ist monopodial sowie aufrecht-säulenförmig. Äste erster Ordnung wachsen horizontal bis leicht aufsteigend; Äste zweiter Ordnung stehen kurz und dicht. Die Äste stehen dicht und erscheinen zunächst gelblich-braun, werden im Alter grau. Die „Blattpolster“ (Pulvini) sind stark entwickelt und zwei bis drei Millimeter lang.
Bei der Tigerschwanz-Fichte sind die nur leicht harzigen Knospen länglich-eiförmig sowie spitz oder stumpf; sie können bis zu 12 Millimeter lang und 8 Millimeter breit werden. Die Knospenschuppen sind eiförmig-stumpf, glatt und glänzen dunkel-braun; sie bleiben als schuppenförmiger, dunkler Kranz an der Basis der Langtriebe bestehen. Dieses Merkmal ist artspezifisch und kann somit zur Bestimmung dienen.
Die nadelförmigen Blätter stehen spiralig am Zweig. Sie haben eine glänzend dunkelgrüne Färbung, sind sehr steif und können bis zu 2 Zentimeter lang sowie 2 Millimeter breit werden. Die Nadeln sind wohl neben denen von Picea chihuahuana die schärfsten und spitzesten unter allen Fichtenarten.

### Generative Merkmale
Männliche Zapfen sind zunächst rot und werden bei Reife im Mai/Juni gelblich und sind dann etwa 3 Zentimeter groß. Die weiblichen, oval-eiförmigen Zapfen stehen zunächst aufrecht. Bei Reife im Oktober können sie bis zu 11 Zentimeter lang und (bei geöffneten Schuppen) etwa 7 Zentimeter breit sein. Ihre Farbe ist dann rötlich-braun. Sie entlassen hellbraune, etwa 6 Millimeter lange und 3 Millimeter breite, etwa 15 Millimeter lang geflügelte Samen.

## Vorkommen
Die Tigerschwanz-Fichte gedeiht in Höhenlagen von 600 bis 1700 Metern auf den japanischen Inseln Honshū, Shikoku und Kyūshū; das Verbreitungsgebiet ist nur dünn besiedelt.
Fast ausnahmslos wächst die Tigerschwanz-Fichte auf Podsolböden vulkanischen Gesteins. Es herrscht ein kühl-feuchtes Seeklima mit einem durchschnittlichen jährlichen Niederschlag von 1000 Millimeter. Vor allem auf größeren Höhen sind die Winter kalt und schneereich. Einige kleine Restgebiete von Reinbeständen bestehen noch, ansonsten bildet die Tigerschwanz-Fichte unter anderem mit Abies homolepis, Japanischer Lärche (Larix kaempferi) und Japanischer Rot-Kiefer (Pinus densiflora) sowie mit Birken (Betula), Buchen (Fagus) und Ahorn-Arten (Acer spec.) Mischbestände.

## Systematik
Das Basionym Abies torano Siebold ex K.Koch wurde 1873 durch Philipp Franz von Siebold und Karl Heinrich Koch in Dendrologie, 2, 2, S. 233 veröffentlicht. Lange Zeit war Picea polita (Siebold et Zucc.) Carrière der gültige botanische Name für die Tigerschwanz-Fichte. Da jedoch das zugrundegelegte Basionym Abies polita bereits als eine illegitime Umbenennung von Pinus abies L. bzw. Picea abies (L.) H.Karsten in Gebrauch war, darf das Epitheton polita hier nicht benutzt werden. Stattdessen wurde auf die Beschreibung unter dem Namen Abies torano von Siebold zurückgegriffen, der sich wiederum auf die Beschreibung bei Karl Heinrich Koch in dessen Werk Dendrologie bezog. Auf Siebolds Beschreibung bezog sich wiederum der deutsche Botaniker Bernhard Adalbert Emil Koehne in seinem 1893 veröffentlichten Werk Deutsche Dendrologie 22 und stellte diese Art in die Gattung der Fichten (Picea). So ergibt sich der akzeptierte botanische Name Picea torano (Siebold ex K.Koch) Koehne.
Synonyme für Picea torano (Siebold ex K.Koch) Koehne sind: Abies polita Siebold et Zucc. nom. illeg., Abies torano Siebold ex K.Koch, Picea polita (Siebold et Zucc.) Carrière, Pinus polita (Siebold et Zucc.) Antoine, Pinus torano (Siebold ex K.Koch) Voss.

## Einzelreferenzen
1. ↑  
Picea torano bei Tropicos.org. Missouri Botanical Garden, St. Louis, abgerufen am 15. April 2019.
2. ↑  
Liguo Fu, Nan Li, Thomas S. Elias, Robert R. Mill: Pinaceae.: Picea torano (Siebold ex K. Koch) Koehne, S. 32 – textgleich online wie gedrucktes Werk, In: Wu Zheng-yi, Peter H. Raven (Hrsg.): Flora of China. Volume 4: Cycadaceae through Fagaceae. Science Press und Missouri Botanical Garden Press, Beijing und St. Louis, 1999, ISBN 0-915279-70-3.
3. 1 2  
Christopher J. Earle: Picea torano In: The Gymnosperm Database, 2019.